# エイベックス・ダンスマスター
エイベックス・ダンスマスター（英: avex dance master、略: adm）は、エイベックス・エンタテインメント株式会社が運営する日本最大級のダンススクール。
多数のアーティストやタレントを輩出してきたavexの育成メソッドを基に開発されたダンスプログラムを採用しており、スポーツジムを中心に、ダンススタジオ、教育機関など全国約200箇所で導入され、指導するインストラクターは500名以上、学んだ受講生は50,000人を超えます。
高水準なレッスン内容を全国に展開するため、受講生の年齢・スキルに合わせた独自のカリキュラムの提供と、avexが採用から研修まで行ってきた優秀なインストラクターの派遣をしています。
イベントには、スクールの発表会としては国内最大級の「DANCE NATION」などがある。

## 主な出身人物
- 飯豊まりえ
- KAKERU（BE×DUNK）
- honoka（lol）[1]
- 髙橋果鈴（元Prizmmy☆）
- 山邊未夢（東京女子流）
- 髙田凛
- 伊藤みゆ
- 丸田怜音
- 古田愛理（Popteen）
- 森瑠菜（元ONE CHANCE）
- koooooya（GANMI）
- MASATO
- MIKU（東京ゲゲゲイ）
- AKO（RIEHATATOKYO）
- Queen Me（AKO）
- 千紗（元girl next door）
- 久保玲奈（元Prizmmy☆）
- 宮崎妃夏（元Prizmmy☆）
- 関口蒼（アソビシステム）
- NAOKO (HANA)